# 1251 en santé et médecine
| Années de la santé et de la médecine : 1248 - 1249 - 1250 - 1251 - 1252 - 1253 - 1254    |
| Décennies de la santé et de la médecine : 1220 - 1230 - 1240 - 1250 - 1260 - 1270 - 1280 |

Cet article présente les faits marquants de l'année 1251 en santé et médecine.

## Événements

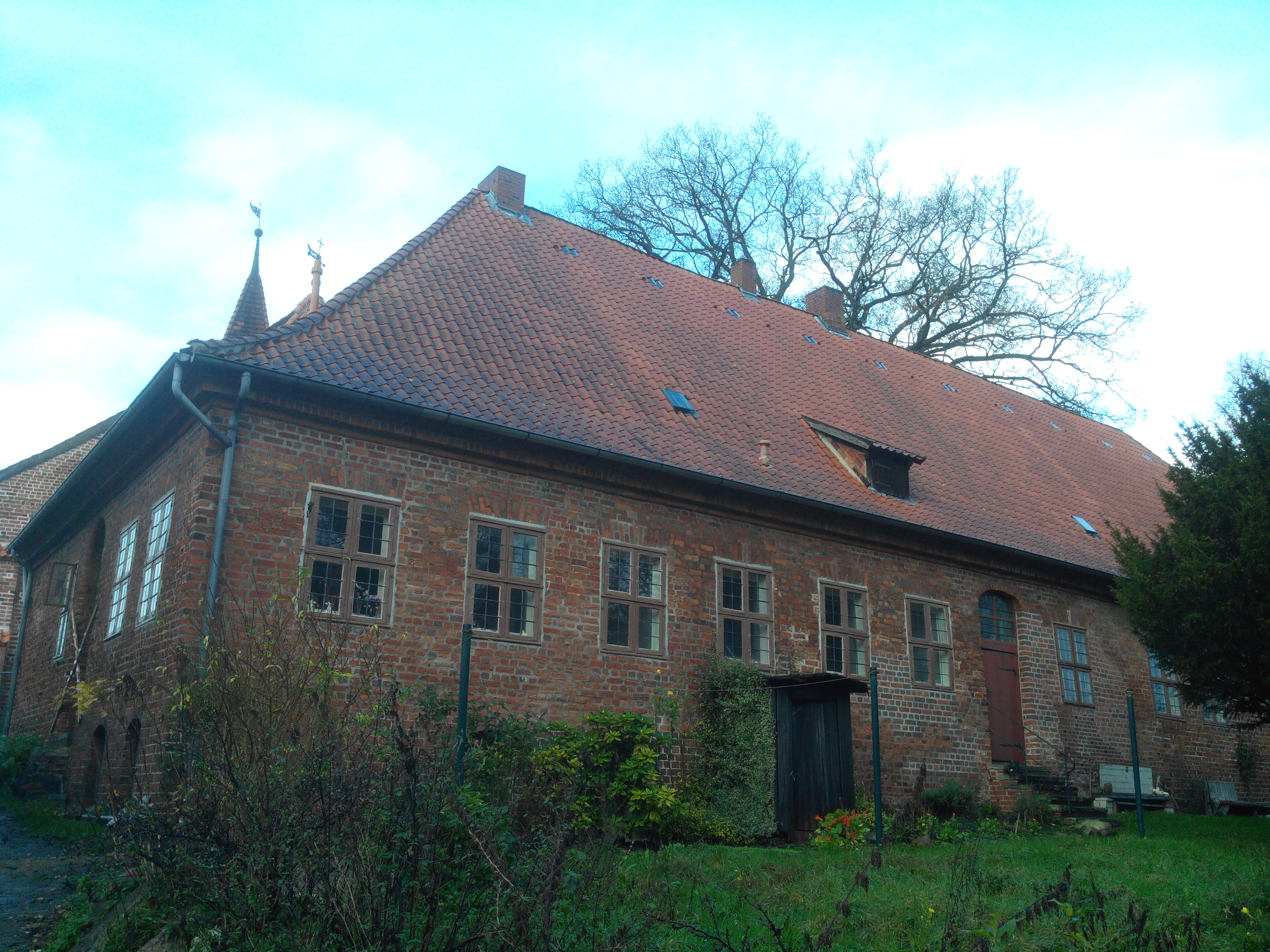
St. Nikolaihof à Bardowick
« Maison des femmes » (XVIIe s.)

- 22 juin : l'archevêque de Reims, Thomas de Beaumetz, échange aux lépreux de son diocèse leur droit de ramassage du bois contre une rente annuelle[1].
- L'empereur Frédéric II, dans son royaume de Sicile, « ordonne de disséquer tous les cinq ans un cadavre et défend d'exercer la chirurgie sans avoir appris l'anatomie[2] ».
- Les premiers titres de bachelier et de docteur en médecine sont conférés à Paris[2].
- Au lieu du mot de « physique », en usage depuis le milieu du XIIe siècle, celui de « médecine » (medicina en latin) « est relevé pour la première fois […] dans un serment imposé aux maîtres et aux élèves de toutes les facultés parisiennes[3] ».
- Fondation de l'hôpital de Bergues par Marguerite II, comtesse de Flandre[4].
- Fondation de la léproserie de Lunebourg (Leprosenheim Lüneburg) ou hôpital Saint-Nicolas (Hospital St. Nikolaihof), à Bardowick, en Basse-Saxe[5].
- Les frères et sœurs de l'hôpital Notre-Dame de Seclin, dans le comté de Flandre, adoptent la règle de saint Augustin[6].
- Mention de la plus ancienne pharmacie de Radlje, en Carinthie slovène[7].

## Personnalité
- Avant 1251 : fl. Denis, barbier à Châlons, en Champagne[8].

## Décès
- Bertrand (né à une date inconnue), médecin, bienfaiteur du chapitre de Saint-Martin de Limoges, dans le cloître duquel il est enterré[8].
- Li Dongyuan (né en 1180), médecin chinois, auteur, en 1249, d'un « Traité de la rate et de l'estomac » (Pi Wei Lun[9]).
- 1241 ou 1251 : David ben Salomon (né en 1161), « médecin juif, rallié pour la forme à l'Islam[10] », ayant exercé au Caire, à l'hôpital al-Nassiri[11].